# Arconic
Arconic Corporation er et amerikansk industriselskab, der er specialiseret i produkter fremstillet af letvægtsmetaller. Produkterne benyttes i flyindustri, bilindustri, emballage, olie & gas, byggeri og anlæg, forsvarsindustri, transport og elektronik. Deres årsomsætning er på 9 mia. $.
18. august 2023 blev virksomheden overtaget af kapitalfonden Apollo Global Management.